# Gonzaga (Cagayan)
Gonzaga ist eine Stadtgemeinde in der philippinischen Provinz Cagayan. Die Gemeinde liegt im Nordosten der Provinz. Im Jahre 2015 zählte das 567,4 km² große Gebiet 38.892 Einwohner, wodurch sich eine Bevölkerungsdichte von 69 Einwohnern pro km² ergibt. Der östliche Bereich von Gonzaga ist sehr bergig. Im Westen befinden sich Reisfelder in den Flussniederungen und rund um den Vulkan Cagua. Eine bedeutende Bildungseinrichtung in der Gemeinde ist die Cagayan State University.
Gonzaga ist in die folgenden 25 Baranggays aufgeteilt:
| - Amunitan - Batangan - Baua - Cabanbanan Norte - Cabanbanan Sur - Cabiraoan - Callao - Calayan - Caroan - Casitan - Flourishing - Ipil - Isca | - Magrafil - Minanga - Rebecca - Paradise - Pateng - Progressive - San Jose - Santa Clara - Santa Cruz - Santa Maria - Smart - Tapel |